# Giacomo Tedesco
Giacomo Tedesco (Palermo, 1º febbraio 1976) è un allenatore di calcio ed ex calciatore italiano, di ruolo centrocampista.

## Biografia
Palermitano, è cresciuto nel quartiere Pallavicino.
È il fratello minore di Giovanni, ex centrocampista del Palermo. Nella settimana antecedente al derby, giovedì 16 settembre 2008, si è reso protagonista in conferenza stampa attaccando il fratello reo di aver festeggiato nella stagione precedente la vittoria nel derby causando la possibile (poi sventata) retrocessione della squadra rivale. A seguito di ciò, la società si è dissociata dalle sue dichiarazioni e successivamente il calciatore si è scusato.
Possiede la "Scuola Calcio Asd Sport Village" situata a Tommaso Natale.
Oltre a Giacomo e Giovanni esiste anche un terzo fratello, il maggiore, di nome Salvatore, che è stato anche lui centrocampista del Trapani, e una sorella anch'essa calciatrice.
Dal 27 maggio 2007 è cittadino onorario di Reggio Calabria.

## Carriera

### Giocatore
Dopo essere cresciuto nel vivaio del Palermo, ha esordito in Serie B a Pescara in occasione dell’ultima giornata del campionato 1994-1995 (Pescara 2-0 Palermo).
Nella stagione successiva diventa uno dei punti fermi del “Palermo dei picciotti” di Ignazio Arcoleo.
Il 15 ottobre realizza il suo primo goal tra i professionisti nel match vinto contro l’Avellino (2-1).
Colleziona complessivamente 34 presenze in campionato condite da due goal e 4 in Coppa Italia competizione in cui, a sorpresa, i rosanero eliminano due squadre di Serie A: il Parma, campione in carica della Coppa Uefa, e il L.R. Vicenza.
Nella negativa stagione 1996/97 colleziona invece 32 presenze e 1 goal (3-2 al Brescia) in Serie B.
Messosi in mostra come uno dei giovani più interessanti del campionato cadetto, dopo la retrocessione dei rosanero, passa alla Salernitana, in B.
Nella stagione 1997-1998 la Salernitana, allenata da Delio Rossi, ottiene la promozione in Serie A a cinquant'anni dall'ultima ed unica apparizione nella massima serie.
Alla storica promozione Tedesco contribuisce con 35 presenze e 3 goal.
Esordisce in Serie A il 12 settembre 1998 in Roma-Salernitana finita 3-1. 
Il primo novembre 1998 realizza il suo primo goal in Serie A, contro la Lazio, regalando ai campani il primo successo stagionale in campionato a due minuti dal novantesimo.
Nel settembre 2000, passa in prestito al Napoli,con cui colleziona 14 presenze in campionato. 
Tornato alla Salernitana, in Serie B.
Nel 2001-2002, allenato da Zdeněk Zeman (già suo allenatore a Napoli) disputa una delle migliori stagioni della sua carriera: segnando 8 goal in 33 presenze in campionato.
Nel mese di marzo va a segno per tre giornate consecutive contro: Messina, Napoli e Cosenza.
A gennaio del 2003 passa al Cosenza, lascia così la Salernitana dopo 147 presenze e 14 goal.
In Calabria realizza un goal (al Venezia (0-2)) in 15 partite, tuttavia la stagione si conclude con una retrocessione e la cancellazione del club calabrese dai campionati professionistici.
Concluso il torneo, viene acquistato dalla Reggina con la quale gioca quattro stagioni in Serie A.
Il 30 settembre 2003 realizza il suo primo goal con la maglia amaranto, in Coppa Italia, a Salerno, contro la “sua” Salernitana (0-2 finale).
Il 20 febbraio 2005, a Genova, torna al goal in Serie A (Sampdoria 3-2 Reggina) dopo più di 6 anni dall’ultima volta.
Nell’estate del 2006 la Reggina viene penalizzata di undici punti, da scontare nel campionato di Serie A 2006-2007. Nonostante la penalizzazione, la squadra di Walter Mazzarri ottiene sul campo 51 punti in 38 giornate di campionato (40 punti considerando la penalizzazione), frutto di 12 vittorie, 15 pareggi e 11 sconfitte. Senza la penalizzazione i calabresi avrebbero ottenuto la qualificazione in Intertoto.
Il contributo di Tedesco è notevole: 35 presenze, due goal e 9 assist.
A fine anno, lui e i suoi compagni vengono premiati dal Comune di Reggio Calabria con la cittadinanza onoraria.
Nell'estate 2007 si trasferisce al Catania con cui continua a giocare nella massima serie per due stagioni. In maglia rossoazzurra disputa in totale 60 partite in campionato e segna un solo gol (nella partita di ritorno Roma-Catania 4-3, firmando il momentaneo 1-1 della stagione 2008-2009).
Il 9 luglio 2009 viene ceduto a titolo definitivo al Bologna, compagine militante in Serie A, con cui sottoscrive un contratto fino al 2011, ma dopo nove presenze, durante la sessione invernale del calciomercato viene ceduto. Il 14 gennaio 2010 torna, infatti, alla Reggina tra i cadetti. Il trasferimento avviene a titolo definitivo attraverso uno scambio con il calciatore Antonio Buscè. In Serie B colleziona 19 presenze e poi, all'inizio della stagione 2010-2011, viene messo fuori rosa, venendo successivamente reintegrato dopo aver chiarito con il Presidente.
Nella stagione 2010-2011 gioca con continuità e partecipa, da titolare, alle semifinali dei play-off perse contro il Novara.
L’otto settembre 2011 risolve consensualmente il contratto che lo legava alla Reggina. 
Il giorno seguente si accorda con il Trapani. Sigla il suo primo gol con la maglia granata nella trasferta del 6 novembre, contro il Pergocrema, vinta per 5-0. Chiude l'annata con 27 presenze nella stagione regolare del campionato e 3 nei play-off terminati con la sconfitta in finale contro il Virtus Lanciano; 2 le reti complessive.
L'anno successivo, vincendo all'ultima giornata sul campo della Cremonese per 4-3, conquista la prima storica promozione in Serie B con i granata. 
Tedesco contribuisce con 22 presenze e 1 goal (al San Marino Calcio) in campionato, 3 presenze in Coppa Italia Serie C, 2 in Coppa Italia e 2 in Supercoppa di Serie C.
A fine stagione rimane svincolato, lasciando i granata dopo 59 presenze e 3 goal.
Il 24 agosto si accorda col Serradifalco, neopromosso in Eccellenza, ma il 7 novembre, a causa di motivi familiari, lascia il calcio giocato.

### Allenatore
Il 14 agosto 2014 trova l'accordo con la Reggina e ritorna sullo stretto per la terza volta, questa volta nelle vesti di allenatore della Berretti.
Il 20 aprile 2015 diventa il nuovo allenatore della squadra calabrese, sostituendo l'esonerato Roberto Alberti Mazzaferro.
Il 25 aprile al debutto perde per 3-2 contro il Foggia, vincendo invece le rimanenti due (in casa contro il Catanzaro per 3-1 ed in trasferta a Martina per 2-0). Con questi risultati raggiunge la partecipazione ai play out contro il Messina. La gara di andata si è giocata il 26 maggio 2015 all'Oreste Granillo, conclusasi 1-0 per la Reggina con rete di Roberto Insigne; il ritorno si è concluso sempre con la vittoria della squadra di Reggio Calabria per 1-0 (marcatura di Balestrieri), decretando la salvezza della squadra allenata da Tedesco (espulso durante l'intervallo del secondo tempo).
Il 23 ottobre 2018 viene scelto come nuovo tecnico dell'Igea Virtus, militante in Serie D.
La sua avventura inizia con una sconfitta contro la Nocerina (2-1).
Il 30 novembre viene esonerato dopo aver ottenuto due pareggi e quattro sconfitte. A seguito di tale decisione si dimette il DG Campolo.
I due vengono richiamati il 7 dicembre.
Due giorni dopo è in panchina in occasione del pareggio interno contro il Locri.
Lascia la guida della squadra dopo il pesante 5-0 subito dal Bari, Tedesco aveva ottenuto 5 punti in 8 gare. Dal 2023 allena la U15 regionale del Tieffe club Palermo

## Statistiche

### Presenze e reti nei club
| Stagione           | Squadra            | Campionato         | Campionato | Campionato | Coppe nazionali | Coppe nazionali | Coppe nazionali | Coppe continentali | Coppe continentali | Coppe continentali | Altre coppe | Altre coppe | Altre coppe | Totale | Totale |
| Stagione           | Squadra            | Comp               | Pres       | Reti       | Comp            | Pres            | Reti            | Comp               | Pres               | Reti               | Comp        | Pres        | Reti        | Pres   | Reti   |
| ------------------ | ------------------ | ------------------ | ---------- | ---------- | --------------- | --------------- | --------------- | ------------------ | ------------------ | ------------------ | ----------- | ----------- | ----------- | ------ | ------ |
| 1994-1995          | Palermo            | B                  | 1          | 0          | CI              | 0               | 0               | -                  | -                  | -                  |             | -           | -           | 1      | 0      |
| 1995-1996          | Palermo            | B                  | 34         | 2          | CI              | 4               | 0               | -                  | -                  | -                  |             | -           | -           | 38     | 2      |
| 1996-1997          | Palermo            | B                  | 32         | 1          | CI              | 1               | 0               | -                  | -                  | -                  |             | -           | -           | 33     | 1      |
| Totale Palermo     | Totale Palermo     | Totale Palermo     | 67         | 3          |                 | 5               | 0               |                    | -                  | -                  |             | -           | -           | 72     | 3      |
| 1997-1998          | Salernitana        | B                  | 35         | 3          | CI              | 1               | 0               | -                  | -                  | -                  |             | -           | -           | 36     | 3      |
| 1998-1999          | Salernitana        | A                  | 17         | 1          | CI              | 2               | 0               | -                  | -                  | -                  |             | -           | -           | 19     | 1      |
| 1999-2000          | Salernitana        | B                  | 31         | 1          | CI              | 3               | 0               | -                  | -                  | -                  |             | -           | -           | 34     | 1      |
| ago.-set. 2000     | Salernitana        | B                  | 2          | 0          | CI              | 4               | 1               | -                  | -                  | -                  |             | -           | -           | 6      | 1      |
| set. 2000-2001     | Napoli             | A                  | 14         | 0          | CI              | 0               | 0               | -                  | -                  | -                  |             | -           | -           | 14     | 0      |
| 2001-2002          | Salernitana        | B                  | 33         | 8          | CI              | 1               | 0               | -                  | -                  | -                  |             | -           | -           | 34     | 8      |
| 2002-gen. 2003     | Salernitana        | B                  | 15         | 0          | CI              | 3               | 0               | -                  | -                  | -                  |             | -           | -           | 18     | 0      |
| Totale Salernitana | Totale Salernitana | Totale Salernitana | 133        | 13         |                 | 14              | 1               |                    | -                  | -                  |             | -           | -           | 147    | 14     |
| gen.-giu. 2003     | Cosenza            | B                  | 15         | 1          | CI              | 0               | 0               | -                  | -                  | -                  |             | -           | -           | 15     | 1      |
| 2003-2004          | Reggina            | A                  | 27         | 0          | CI              | 4               | 1               | -                  | -                  | -                  |             | -           | -           | 31     | 1      |
| 2004-2005          | Reggina            | A                  | 33         | 1          | CI              | 1               | 0               | -                  | -                  | -                  |             | -           | -           | 34     | 1      |
| 2005-2006          | Reggina            | A                  | 26         | 2          | CI              | 2               | 0               | -                  | -                  | -                  |             | -           | -           | 28     | 2      |
| 2006-2007          | Reggina            | A                  | 35         | 2          | CI              | 2               | 0               | -                  | -                  | -                  |             | -           | -           | 37     | 2      |
| 2007-2008          | Catania            | A                  | 29         | 0          | CI              | 4               | 0               | -                  | -                  | -                  |             | -           | -           | 33     | 0      |
| 2008-2009          | Catania            | A                  | 31         | 1          | CI              | 1               | 0               | -                  | -                  | -                  |             | -           | -           | 32     | 1      |
| Totale Catania     | Totale Catania     | Totale Catania     | 60         | 1          |                 | 5               | 0               |                    | -                  | -                  |             | -           | -           | 65     | 1      |
| 2009-gen. 2010     | Bologna            | A                  | 8          | 0          | CI              | 1               | 0               | -                  | -                  | -                  |             | -           | -           | 9      | 0      |
| gen.-giu. 2010     | Reggina            | B                  | 19         | 0          | CI              | 0               | 0               | -                  | -                  | -                  |             | -           | -           | 19     | 0      |
| 2010-2011          | Reggina            | B                  | 20+2       | 0          | CI              | 2               | 0               | -                  | -                  | -                  |             | -           | -           | 24     | 0      |
| Totale Reggina     | Totale Reggina     | Totale Reggina     | 160+2      | 5          |                 | 11              | 1               |                    | -                  | -                  |             | -           | -           | 173    | 6      |
| 2011-2012          | Trapani            | 1D                 | 27+3       | 2          | CI              | 0               | 0               | -                  | -                  | -                  |             | -           | -           | 30     | 0      |
| 2012-2013          | Trapani            | 1D                 | 22         | 1          | CI+CI-LP        | 2+3             | 0               | -                  | -                  | -                  | SL-PD       | 2           | 0           | 29     | 1      |
| Totale Trapani     | Totale Trapani     | Totale Trapani     | 49+3       | 3          |                 | 5               | 0               |                    | -                  | -                  |             | 2           | 0           | 59     | 0      |
| Totale carriera    | Totale carriera    | Totale carriera    | 506+5      | 26         |                 | 41              | 2               |                    | -                  | -                  |             | 2           | 0           | 554    | 28     |

## Palmarès

### Competizioni nazionali
- Campionato italiano di Serie B: 1

Salernitana: 1997-1998
- Lega Pro Prima Divisione: 1

Trapani: 2012-2013